# Pseudocuma diastyloides
Pseudocuma diastyloides är en kräftdjursart som beskrevs av Sars 1897. Pseudocuma diastyloides ingår i släktet Pseudocuma och familjen Pseudocumatidae. Inga underarter finns listade i Catalogue of Life.